# Кледен (Арендзее)
Кледен (нем. Kläden) — община в Германии, в земле Саксония-Анхальт.
Входит в состав района Зальцведель. Подчиняется управлению Арендзее-Кальбе. Население составляет 228 человек (на 31 декабря 2006 года). Занимает площадь 11,16 км².